# Ruovesi (See)
Der Ruovesi ist ein See in der finnischen Landschaft Pirkanmaa.
Er liegt im Einzugsgebiet des Kokemäenjoki in den Gemeinden Ruovesi und Mänttä-Vilppula.
Der See bedeckt eine Fläche von 66,08 km² und liegt auf einer Höhe von 96,1 m.
Die maximale Wassertiefe liegt bei 46,55 m.
Der See ist in mehrere Becken gegliedert, die ineinander übergehen. 
Im Osten mündet der Abfluss des Kuorevesi in den Ruovesi.
Von Norden erreicht das Wasser des Tarjanne über zwei Abflussarme, welche die Insel Salonsaari im Osten und Westen umschließen, den Ruovesi. 
Der Ruovesi ist Teil eines Seensystems, das über den Palovesi zum Näsijärvi abfließt.
Am Südwestufer liegt die gleichnamige Gemeinde Ruovesi.